# Daniele Polato
Daniele Polato (Verona, 4 giugno 1975) è un politico italiano.

## Biografia
È un imprenditore nel campo della logistica, trasporto e consulenza doganale.

## Carriera politica
Polato ha iniziato la sua carriera politica nel 2002, diventando consigliere comunale a Verona. 
Dal 2017 è consigliere comunale e assessore alla sicurezza e alle attività produttive di Verona. 
Nel 2020 è stato eletto nel Consiglio regionale del Veneto, dove ha servito come Presidente del Gruppo consiliare di Fratelli d'Italia.
Nel 2024 ha annunciato la sua candidatura alle elezioni europee, sempre con Fratelli d'Italia, nella Circoscrizione Italia nord-occidentale. Viene eletto con 31 535 preferenze.